# Thom Gunn
Thomson William Gunn (Gravesend, 29 agosto 1929 – San Francisco, 25 aprile 2004) è stato un poeta britannico.

## Biografia
Nel 1954 si trasferì negli USA e fu docente all'università di Berkeley dal 1958 al 1966. Fu fondatore ed esponente del gruppo poetico detto Nuovo Movimento, che sosteneva la necessità di una corrispondenza tra pensiero e immagine e dava molto rilievo alle parole icastiche.
Esordì con Poesia da Cambridge (1953), unica opera in cui fece uso del distico eroico, successivamente rimpiazzato dal metro sillabico.
Un'ultima fase della sua produzione è molto influenzata dalla cultura statunitense.
Era dichiaratamente gay e in molte delle sue poesie trattò tematiche omoerotiche. Nella sua raccolta The Man With Night Sweats descrisse la crisi dell'AIDS nella Comunità LGBT.

## Opere
- 1954: Fighting Terms Fantasy Press, Oxford
- 1957: The Sense of Movement Faber, London
- 1961: My Sad Captains and Other Poems Faber, London
- 1962: Selected poems by Thom Gunn and Ted Hughes Faber, London
- 1967: Touch
- 1971: Moly
- 1974: To the Air
- 1976: Jack Straw's Castle
- 1979: Selected Poems 1950–1975
- 1982: The Occasions of Poetry, essays (US edition, 1999)
- 1982: Talbot RoadCox, Michael, editor, The Concise Oxford Chronology of English Literature, Oxford University Press, 2004
- 1982: The Passages of Joy
- 1982: "The Menace"
- 1986: "The Hurtless Trees"
- 1992: The Man With Night Sweats
- 1992: Old Stories
- 1993: Collected Poems
- 1994: Collected Poems
- 1998: Frontiers of Gossip
- 2000: Boss Cupid